# Susan Seaforth Hayes
Susan Seaforth Hayes (ur. 11 lipca 1943 w Oakland) – amerykańska aktorka, najbardziej znana z ról w serialach oraz operach mydlanych. Zyskała popularność dzięki roli Julie Williams w operze Dni naszego życia.

## Życiorys

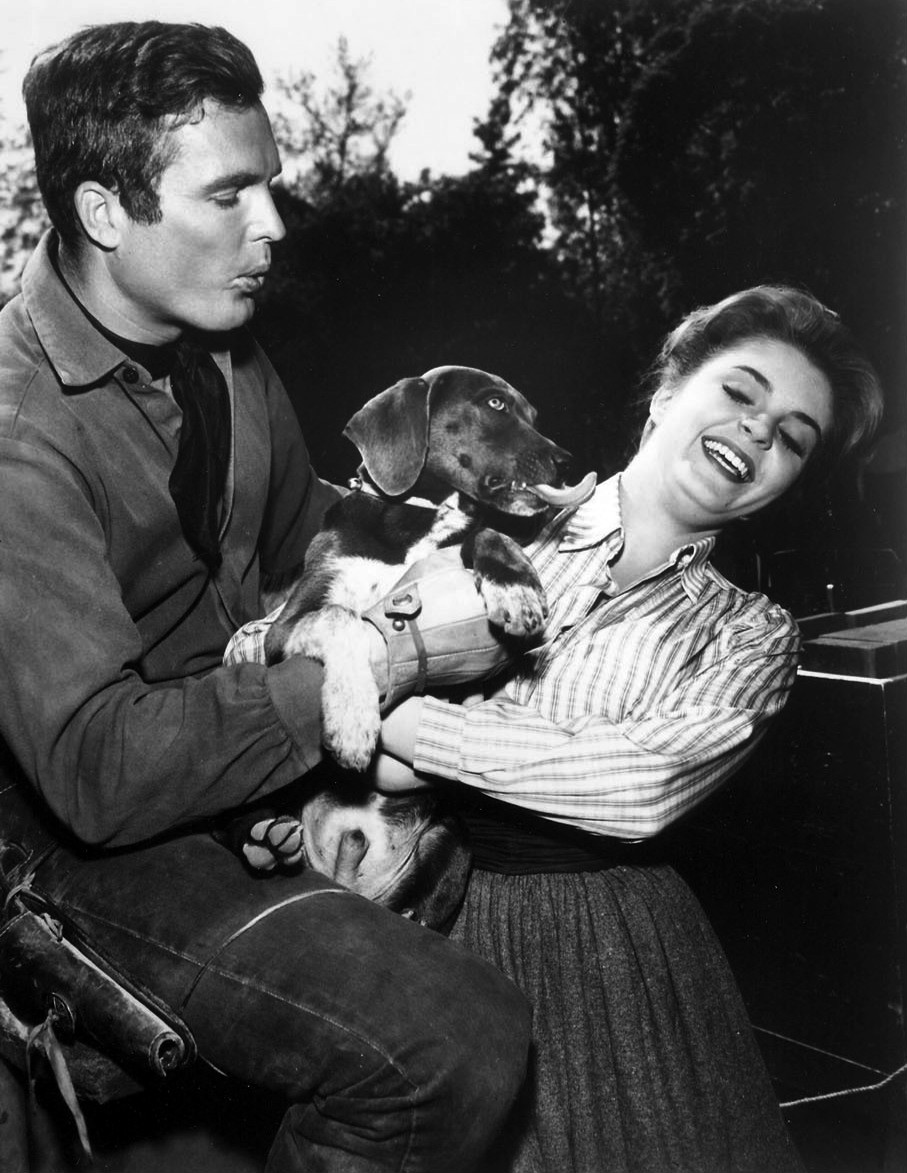
Susan Seaforth oraz Ty Hardin (1962)

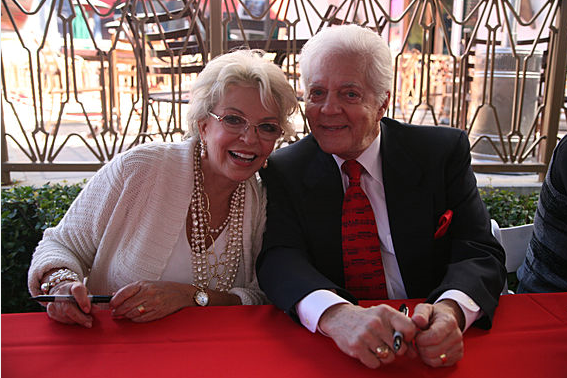
Susan Seaforth Hayes z mężem, Billem Hayesem

Susan dorastała w Hollywood, gdzie już jako nastolatka udzielała się w teatrze. Jej matka, Elizabeth Harrower (1918–2003), była aktorką i scenarzystką. Jej ojciec, Harry Seabold, przebywał za granicą, w czasie II wojny światowej.
Przez ponad trzy dekady, począwszy od lat 60., aktorka pojawiała się w wielu operach mydlanych i epizodycznych rolach w serialach. Największą popularność przyniosła jej rola Julie Olson Williams w operze Dni naszego życia (1968-84, 1990-93, 1994, 1996, 1999-). Za tę rolę otrzymała cztery nominacje do nagród Emmy w latach 1975, 1976, 1978 oraz 1979. Obecnie, jest jedyną aktorką w serialu, która pozostała z oryginalnej obsady.
Wspólnie z aktorem Billem Hayesem, wcielającym się w postać Douga Williamsa w Dniach..., stworzyli pierwszą, najsłynniejszą parę w amerykańskich operach mydlanych. Ich serialowy romans przeniósł się również na życie prywatne. Susan i Bill pobrali się 12 października 1974 roku.
W 1984 roku, po odejściu z obsady Dni naszego życia, Hayes dostała rolę Joanny Manning Fenmore w operze Żar młodości.
W 1987 roku, aktorka otrzymała propozycję wcielenia się w postać Stephanie Douglas Forrester, jedną z głównych postaci w powstającej operze mydlanej, Moda na sukces. Aktorka odrzuciła propozycję nie wiedząc, że w przyszłości opera ta będzie najsłynniejszym serialem świata. Ostatecznie, rolę Stephanie przyznano Susan Flannery, z którą Hayes pracowała na planie Dni naszego życia. W 2003 roku, Hayes pojawiła się gościnnie w Modzie... w roli Joanny Manning Fenmore.
W 2005 roku, Susan wraz z mężem wydali autobiografię, Like Sands Through The Hourglass.

## Filmografia

### Filmy
- 1957: The Tijuana Story jako Alma Acosta Mesa
- 1959: The Five Pennies jako dziewczyna na przyjęciu
- 1963: California jako Marianna De La Rosa
- 1963: Strzelanina w Comanche Creek jako Janie
- 1965: Billie jako Jean Matthews
- 1968: If He Hollers, Let Him Go! jako Sally Blair
- 1968: The Wild Wild West jako Delilah
- 1969: Angel in My Pocket jako pani Grant
- 1990: Wrestling with God jako Jane Campbell
- 1991: Samochód marzeń jako Margo Chamberlain
- 2009: Knight to F4 jako pani Schneider

### Seriale
- 1954: Cavalcade of America jako Sarah
- 1956: Make Room for Daddy
- 1956: Passport to Danger
- 1956: The Count of Monte Cristo jako Renee
- 1957: The Life and Legend of Wyatt Earp jako Annie May Hamble
- 1957: The 20th Century-Fox Hour jako Ellie
- 1957: Letter to Loretta jako Maxie
- 1958: Letter to Loretta jako Lynne
- 1961: Surfside 6 jako Shirley Battersea
- 1961: Cheyenne jako Penelope Piper/Mary Reagan
- 1962: National Velvet jako Betty Darnell
- 1962: Surfside 6 jako Aimee Tucker
- 1962: Cheyenne jako Carol Dana
- 1962: Bronco jako Julie Mae
- 1962: 77 Sunset Strip jako Faith Merrick
- 1962: Perry Mason jako Helen Gregory
- 1962: Hawaiian Eye jako Marsha Monroe
- 1963: Hawaiian Eye jako Julie Keith
- 1963: Szpital miejski jako Dorothy Bradley
- 1963: Vacation Playhouse jako Susan
- 1963: Redigo jako Gussie Leonard
- 1963: Kraft Suspense Theatre jako przyjaciółka Ricka
- 1964: The Travels of Jaimie McPheeters jako Louisa
- 1964: Bonanza jako Hollybelle Burnside
- 1964: Death Valley Days jako Alice
- 1965: Wagon Train jako Vera
- 1965: Kryptonim U.N.C.L.E. jako Kelly Brown
- 1965: 12 O’Clock High jako porucznik Jan Warner
- 1965: My Three Sons jako Suzanne Boyer
- 1965: The F.B.I. jako Bebe
- 1965–1966: The Young Marrieds jako Carol West
- 1966: 12 O’Clock High jako Sheila
- 1967: Ścigany jako Vicki
- 1967: Mr. Terrific jako June
- 1967: Mr. Terrific jako Gloria
- 1967: Death Valley Days jako Martha Otis
- 1967: My Three Sons jako Judith Leslie
- 1967: The F.B.I. jako Haney
- 1968: Felony Squad jako Denise Kilmer
- 1968: Dragnet 1967 jako Eva Graham
- 1968: Dragnet 1967 jako Virna Lanham
- 1968: Dragnet 1967 jako Joyce Anderson
- 1968–1984: Dni naszego życia jako Julie Olson Williams
- 1969: Dragnet 1967 jako Olson
- 1971: Adam-12 jako Eve Barstow
- 1972: Ironside jako Ellen Packer
- 1972: Emergency! jako Nancy Dickson
- 1984–1989: Żar młodości jako Joanna Manning Fenmore
- 1987: Matlock jako Bonnie McGrath
- 1989: Heartbeat jako Karen Marsh
- 1990–1993: Dni naszego życia jako Julie Olson Williams
- 1994: Dni naszego życia jako Julie Olson Williams
- 1995: Platypus Man jako pani Rubenstein
- 1996: Dni naszego życia jako Julie Olson Williams
- 1999: Sunset Beach jako Patricia Steele
- od 1999: Dni naszego życia jako Julie Olson Williams
- 2003: Moda na sukces jako Joanna Manning Fenmore
- 2005: Żar młodości jako Joanna Manning Fenmore
- 2006: Żar młodości jako Joanna Manning Fenmore
- 2010: Żar młodości jako Joanna Manning Fenmore
- 2011–2012: Venice the Series